# Rabaudauropus milloti
Rabaudauropus milloti är en mångfotingart som beskrevs av Paul Auguste Remy 1953. Rabaudauropus milloti ingår i släktet Rabaudauropus och familjen fåfotingar. Inga underarter finns listade i Catalogue of Life.